# Bedřich Nikodém
Bedřich Nikodém (* 12. srpna 1909 Vídeň – 19. července 1970 Praha) byl český hudební skladatel, trampský písničkář, textař a nakladatelský redaktor. Patřil mezi výrazné autory z žánru populární hudby zejména v 50. a 60. letech 20. století.

## Ze života
Narodil se ve Vídni 12. srpna 1909. Zde navštěvoval obecnou školu a část reálného gymnázia. V roce 1921 se přestěhoval s rodiči do Brna, kde maturoval. Po maturitě, na přání otce-inženýra, začal studovat na technice v Praze. Mladého studenta začala přitahovat více než škola, k nám postupně pronikající jazzová hudba, kterou začal hrát na piano ve studentských kapelách. V době krize, po roce 1931, musel školy zanechat, aby pomohl živit své blízké. Působil jako pianista v barech a příležitostných seskupeních. Současně, od školy, Bedřich Nikodém aktivně sportoval. Hrál tenis a stolní tenis, ve kterém se dostal v letech 1929–1933 až do národního mužstva, se kterým získal v roce 1932 v Praze titul mistrů světa, tzv. Swaythling Cup.
V roce 1930 hrál Bedřich Nikodém poprvé v Čs. rozhlase s kapelou Smiling Boys, řízenou Ladislavem Vachulkou. S touto kapelou nahrál také první gramofonové desky pro značky Columbia a His Master's Voice. Tehdy se začal Bedřich Nikodém také věnovat hudební skladbě. První písničky vznikaly spontánně při výletech na trampské osady (např. populární Ztracenku) pro kamarády k táboráku. Toto trampské období připomínají hlavně slavný waltz Houpy hou, dále V keňu tak sám, Tvá ústa malá, Jen kytara a já a mnoho dalších. Od roku 1935 pracoval v hudebním Nakladatelství Mojmíra Urbánka. Začínal jako prodavač, propagační úředník a redaktor, kterým, a vlastně ve stejné firmě, která jen měnila názvy a majitele (Orbis, Státní nakladatelství krásné literatury, hudby a umění, Státní hudební vydavatelství, Supraphon), zůstal celý život. Pro nakladatele Urbánka komponoval Bedřich Nikodém swingové písničky a stal se tak jedním z pionýrů tohoto hudebního žánru u nás. Skladby: Už nikdy víc milovat nebudu, Znamínko na ramínku a Flašinetář patří do zlatého fondu domácího swingu.
Padesátá léta po období nuceného mlčení, do něhož byla naše taneční písnička tehdy zahnána, jako by přinesla jeho tvorbě skladatelský druhý dech: Dva modré balónky, Nedělní vláček, Je po dešti – mezníky v naší tehdejší písničkářské produkci, opakovaná vítězství v soutěžích Hledáme písničku pro všední den, Mám malý stan, velký hit televizní soutěže, prozrazující stále živé vzpomínky na trampskou éru, Barborka, Big Beat twist nebo Start Gemini jako svědectví nástupu další historické éry – rokenrolu. Kromě toho komponoval Bedřich Nikodém taneční písničky pro děti (Jedeme na výlet, Hurá prázdniny), šansony (Zahraj nám Joe – Hana Hegerová), operety (Setkání s Evou s Oldřichem Novým, Madlén) nebo hudbu pro divadlo (oceněný Tartuffe v divadle Rokoko). Písničky Bedřicha Nikodéma byly také často, pro dokreslení dobové atmosféry, využívány ve filmech, např. Náš táborák s Waldemarem Matuškou, ale zejména krásná melodie písně Poustevník, která se stala nedílnou součástí filmového zpracování děl Bohumila Hrabala Smrt pana Baltazara a hlavně pak Slavnosti sněženek, kde k její popularitě přispěl i známý dialog Hanzlíka s Hrušínským o výhodné koupi gramodesek s touto písní. Lze konstatovat, že málokterý skladatel pop-music u nás se může pochlubit takovým časovým a stylovým rozpětím své tvorby.
Také jeho redakční práce se vyznačovala velkým žánrovým rozpětím. Redakce Malých hudebních žánrů, kterou vedl, zahrnovala vydávání skladeb od dechovky přes takzvaný vyšší populár, taneční hudbu až po big beat. Spolupracoval se zkušenými autory lidovky, jako byli třeba Jaromír Vejvoda a Josef Poncar, ale pomáhal i tehdy začínajícím mladým autorům pop music, např. bratrům Štaidlovým, Karlu Svobodovi, Mirku Klempířovi, Vítězslavu Hádlovi a dalším. Mnoho z nich se stalo jeho dobrými přáteli. Bedřich Nikodém věnoval české taneční hudbě celý život. Zemřel uprostřed práce na selhání srdce, 19. července 1970, necelý měsíc před svými jedenašedesátými narozeninami.
Byla po něm pojmenována jedna z ulic v Ostravě-Porubě.

## Nejznámější písně
- Houpy, hou
- Dva modré balónky
- Je po dešti
- Nedělní vláček
- Mám malý stan
- Barborka
- Náš táborák
- Sedmikráska
- Poustevník